# 핵력

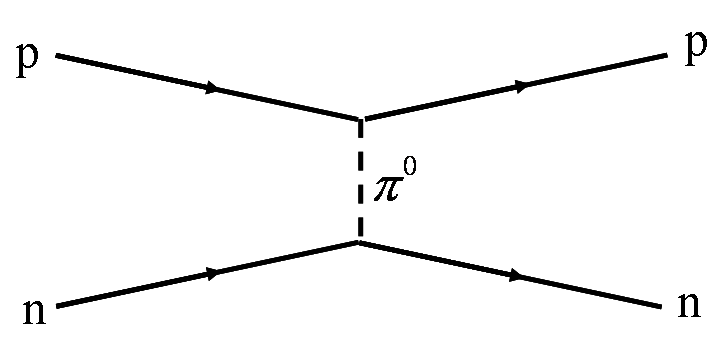
중성 파이온에 의해 매개되는 강한 양성자-중성자 상호작용을 나타내는 파인만 도표. 시간은 왼쪽에서 오른쪽으로 흐른다.

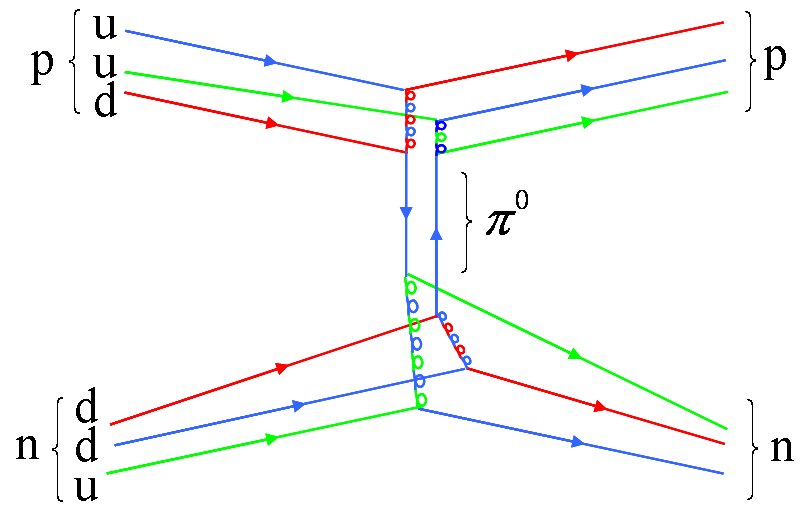
개별적인 쿼크 입자들로 그린 같은 도표. 여기서는 근원적인 강한 상호작용이 어떻게 핵력을 만들어내는지 알 수 있다. 직선은 쿼크를 나타내고 색색의 고리는 글루온을 나타낸다. 양성자, 중성자, 파이온에 결합되어 있는 글루온들은 표시되지 않았다.

핵력(핵자-핵자 상호작용 혹은 잔류 강한 핵력이라고도 부름)은 두 개 이상의 핵자들 사이에 작용하는 힘으로, 양성자와 중성자가 결합하여 원자핵을 형성하는 근원이다. 넓은 범위에서, 이 힘은 가상 중간자들(예를 들어 파이온)의 교환으로 이해할 수 있다. 핵력은 종종 잔류(residual) 강한 핵력이라고 불리는데, 이는 양자색역학(QCD)에 의해 그 실체가 밝혀진 강한 상호작용과 구분하기 위해서다. 사실 핵력이라는 용어는 QCD가 발전하던 1970년대에 만들어졌다. 그 시기에 강한 핵력은 핵자들 간의 퍼텐셜을 의미했는데, 쿼크 모형이 확고히 자리를 잡은 이후 QCD로부터 나온 강한 상호작용이라는 용어가 널리 사용되었으므로 둘의 의미를 구분해줄 필요성이 있다.
핵자들은 색 전하를 띠지 않기 때문에, 핵력은 양자색역학의 힘 전달자 글루온을 "직접적으로" 포함하지는 않는다. 하지만 정전기적으로 중성인 원자들의 경우에 정전기적 편극에 의한 2차 효과들에 의해 서로 잡아당길 수 있으므로 (반데르발스 힘) 이와 비슷한 상황인 "무색"을 띤 핵자들도 일종의 편극 효과를 통해 서로에게 영향을 줄 수 있다. 이때 이 편극 현상은 글루온이 개입되어 있는 현상이며, 힘을 전달하는 가상 중간자와 핵자들을 묶어주는 가상 글루온까지 도입해야 설명할 수 있다. 반데르발스 힘과 비슷한 이 성질 때문에 "잔류 강한 핵력"의 "잔류"라는 용어가 생겼다. 기본적인 개념은 다음과 같다. 원자들이 "중성"이듯이 핵자들이 "무색"이라면, 두 경우 모두 가까이 있는 입자들 사이에서 작용하는 편극 효과는 "잔류" 전하 효과를 불러온다. 이 "잔류" 전하 효과에서는 (입자들 내부에서 작용하는 기본적인 힘들보다 훨씬 약하고 간접적이지만) 전하가 없는 입자들끼리 전하를 매개로 주고 받는 인력이 나타나게 된다.

## 역사
핵력은 1932년 채드윅에 의해 중성자가 발견되면서 탄생되었고, 그 때로부터 지금까지 핵물리학의 중심 개념 중 하나이다. 핵물리학의 전통적인 목표는 순수한 핵자들 간의 상호작용, 즉 핵자-핵자 힘(NN 힘)을 통해 원자핵의 성질을 이해하는 것이다.
1935년, 유카와 히데키는 최초로 핵력의 본질에 관한 이론을 내놓았다. 그 이론에 따르면 무거운 보손들(즉 중간자)이 두 핵자들 사이의 상호작용을 매개한다. 30여 년 후 양자색역학이 자리를 잡으면서 중간자 이론이 기본 이론이 아님이 밝혀졌지만, 그래도 중간자가 교환된다는 개념은 정량적인 NN 퍼텐셜에서 가장 잘 맞는 모형이다.
역사적으로 핵력을 현상론적으로 기술하는 작업은 무척 방대한 작업이었고, 그 결과 반경험적으로 정량화된 모형이 처음 등장한 것은 1950년대 중반이었다. 이후 핵력과 관련된 다양한 실험과 이론이 활발하게 제기되었고 본질적인 의문점들은 대부분 1960년대와 1970년대에 해결되었다. 최근에는 핵력의 부차적인 성질들에 대한 연구가 활발한데, 예를 들어 전하에 대한 종속성이나 NN 결합상수의 정확한 값, 위상천이분석(phase shift analysis)의 개선, 정밀한 NN 데이터, 정밀한 NN 퍼텐셜, 고에너지 상의 NN 산란, 양자색역학으로부터 핵력을 유도하는 방법 등이 있다.

## 핵력의 성질
- 핵력은 오직 하드론 사이에서만 작용한다.
- 핵자들 사이의 거리가 짧아질수록 반발력은 급격히 커지며, 이로 인해 핵자들 사이의 거리는 일정하게 유지된다.
- 1.3 펨토미터 이상의 거리에서 힘은 지수적으로 감소하여 거의 무시할 수 있다.
- 짧은 거리에서 핵력은 전자기력보다 강하다. 따라서 핵력은 원자핵 속의 양성자들의 쿨롱 반발력을 이기고 양성자들을 붙잡아둘 수 있는 것이다. 그러나 양성자 사이의 전자기력은 무한한 거리까지 적용되므로 둘 사이의 간격이 2.5 펨토미터 이상 떨어지면 거의 전자기력만 작용하게 된다.
- NN 힘은 핵자가 양성자든 중성자든 거의 비슷하다. 이 성질을 전하 독립성이라고 부른다.
- NN 힘은 핵자들의 스핀이 평행한지 반평행한지에 따라 달라진다.
- NN 힘은 텐서 성분을 가지고 있어, 중심력 하에서는 항상 보존되는 각운동량이 보존되지 않는다.

## 핵자-핵자 퍼텐셜
중수소와 같이 두 개의 핵자로 구성된 계는 NN 힘 연구에서 이상적인 계이다. 이런 계는 퍼텐셜(예를 들어 유카와 퍼텐셜)을 가정하고 그 퍼텐셜을 슈뢰딩거 방정식에 넣어 풀면 설명할 수 있다. 퍼텐셜의 형태는 중간자 교환 이론의 도움을 받아 실험적으로 결정한다. 중수소 결합 에너지나 NN 탄성 산란 단면적 실험값을 그래프로 그려 퍼텐셜의 매개변수들을 결정하는 것이다.
가장 많이 사용되는 NN 퍼텐셜로는 파리(Paris) 퍼텐셜, 아르곤(Argonne) AV18 퍼텐셜, CD-본(Bonn) 퍼텐셜, 니메겐(Nijmegen) 퍼텐셜 등이 있다.
좀 더 최근에 개발된 접근법으로는 핵자-핵자간 힘 혹은 세 개의 핵자간 힘을 모순 없이 묘사할 수 있는 유효 장 이론을 만드는 것이다. 구체적으로, 카이랄 대칭성 붕괴(chiral symmetry breaking)는 유효 장 이론으로 분석하여 핵자들이 파이온을 교환 입자로 사용하여 상호작용하는 과정에 섭동론을 적용할 수 있다. 이를 키랄 섭동론(chiral perturbation theory)이라 부른다.

### 핵자에서 원자핵으로
핵물리학의 최종 목표는 원자핵 내부의 모든 상호작용을 핵자들간의 기본 상호작용으로부터 유도해내는 것이다. 이를 가리켜 핵물리학의 "미시적" 혹은 "순이론적(ab initio)" 접근법이라 한다. 이 목표를 달성하기 위해서, 현재 두 개의 난점이 있다.
- 다체문제는 계산하기 힘들고, 설령 한다 해도 고급 계산기법이 요구된다.
- 원자핵 내에서 세 개(혹은 더 많은 수)의 핵자간 힘이 중요한 역할을 한다는 사실이 알려져있다. 이걸 고려하기 위해서는 세 개의 핵자를 묘사할 수 있는 퍼텐셜이 원자핵 모형 안에 포함되어야 한다.

이 분야는 계산기법의 발전으로 인해 활발히 연구되고 있다. 원자핵 껍질 모형의 기본 성질들에 대한 계산 결과가 날로 향상되고 있으며, 두세 핵자에 대한 퍼텐셜은 탄소(원자량 12)의 핵까지 개발되었다.

### 원자핵의 성질
원자핵 내의 상호작용을 설명하는 가장 효과적인 방법은 각 핵자를 일일이 모아서 계산하는 것보다 전체 원자핵을 묘사하는 하나의 퍼텐셜을 만드는 것이다. 이는 "거시적" 접근법이다. 예를 들어 원자핵과 중성자 간의 산란은 원자핵의 퍼텐셜에 평면파가 와서 부딪히는 것으로 생각할 수 있다. 이 모형은 마치 빛이 투명한 구에 부딪혀 산란되는 것과 비슷하다 해서 광학 모형이라 불린다.
원자핵의 퍼텐셜은 국소적(local)일 수도 있고 전체적(global)일 수도 있다. 국소적 퍼텐셜들은 좁은 영역의 에너지와 좁은 영역의 원자핵 질량에 대해서만 사용할 수 있는 반면, 좀 더 많은 매개변수를 갖고 있는 전체적 퍼텐셜들은 좀 더 부정확할 수는 있어도 에너지와 원자핵 질량이 변하는 것에 따라 퍼텐셜이 어떻게 변하는지를 묘사할 수 있고, 따라서 응용 가능성이 더 넓다고 볼 수 있다.

## 같이 보기
- 유카와 퍼텐셜
- 핵반응